# Khoratpithecus chiangmuanensis
A Khoratpithecus chiangmuanensis egy történelem előtti orángután faj a középső miocén kori Thaiföldről.